# Idaea zargi
Idaea zargi là một loài bướm đêm trong họ Geometridae.